# Hydropisk degeneration
Hydropisk degeneration kallas också för vakuolär degeneration och sker vid cellskada när cellen sväller och det uppstår vakuoler. Det blir som ett intracellulärt ödem när protoplasman i cellen som utvecklas till vätska. Detta ses till exempel i hudsjukdomen Lichen ruber planus där pigment från basalcellerna faller ner genom basalcellslagret ner i dermis vilket ger inflammatoriska, kliande symptom.